# Беліз (округ)
Беліз (англ. Belize District) — один з 6 округів Белізу. Розташований у східній частині країни, межує з округами: Коросаль (на півночі), Кайо та Ориндж-Волк (на заході), Стан-Крик (на півдні). На сході омивається водами Карибського моря. Площа становить 4307 км². Населення на 2010 рік — 89 247 осіб. Столиця — місто Беліз.
Включає до свого складу ряд островів, серед яких Амбергрис-Кайє, Кайє-Колкер, Кайє-Чапел, Гофс-Кайє та ін. Найбільша річка — Беліз.